# Porenbeton
Porenbeton (auch Gasbeton) ist ein hochporöser, mineralischer Baustoff mit geringer Dichte und mit guter Wärmedämmfähigkeit auf der Grundlage von Kalk-, Kalkzement- oder Zementmörtel, der durch Blähen porosiert und grundsätzlich einer Dampfhärtung unterzogen wird. Die bekanntesten Marken sind H+H Celcon sowie die beiden Marken der Xella-Gruppe Ytong und Hebel (Porenbeton-Fertigteilelemente).

## Einordnung
Porenbeton ist kein Beton nach der üblichen Begriffsdefinition, da keine Gesteinskörnung wie Sand oder Kies enthalten ist. Als Hauptkomponente dient meist fein vermahlener quarzhaltiger Sand in Form von Gesteinsmehl. Das Gesteinsmehl nimmt größtenteils an den chemischen Umsetzungen teil.
Das fertige Produkt besteht nach dem Dampfhärteprozess aus einer kristallinen Phase, welche dem in der Natur vorkommenden Mineral Tobermorit entspricht, einem Rest an Quarzsand, der bei den Reaktionen während der Herstellung nicht umgesetzt wurde, sowie etwas Anhydrit und noch anderen Phasen (hauptsächlich CSH(I)). Von den Rohstoffen Zement und Kalk ist im Produkt nichts mehr zu finden, da diese vollständig in CSH-Phasen umgesetzt werden.
Porenbeton gehört ebenso wie Kalksandstein zu den „dampfgehärteten Baustoffen“. Kalksandstein wird jedoch nicht gebläht oder porosiert.
Vergleichbare Eigenschaften wie Porenbeton besitzt „Schaumbeton“ (auch „Blähbeton“), ein durch Schäumen oder Blähen porosierter Leichtbeton, der keiner Dampfhärtung unterzogen wird und darum auch als Ortbeton herstellbar ist.

## Herstellung

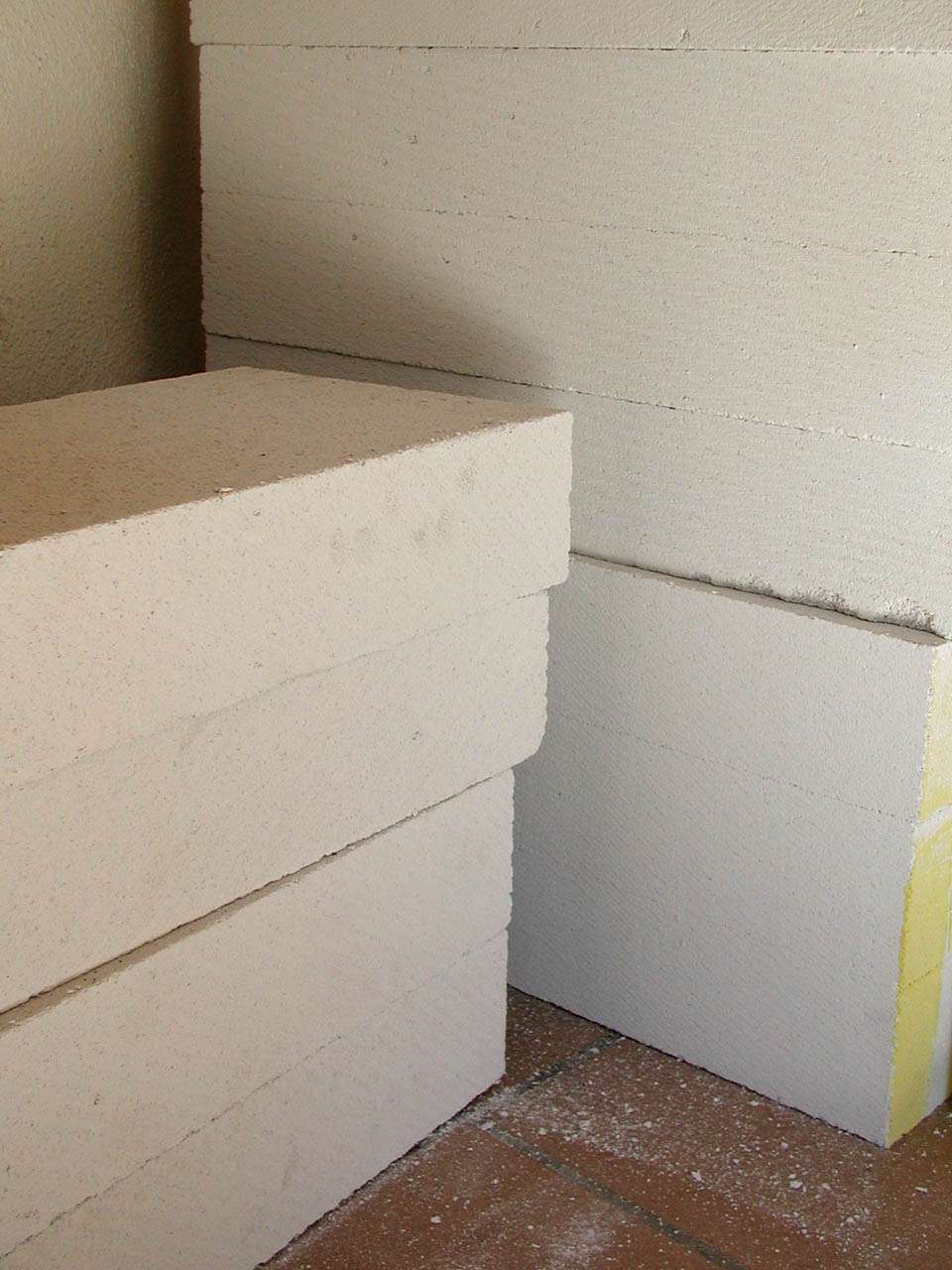
Porenbeton-Steine

Porenbeton ist ein dampfgehärteter, massiver Baustoff mit einer Rohdichte von meist 300 bis 800 kg/m³ und wird im Allgemeinen aus den Rohstoffen Branntkalk, Wasser und Quarzsand hergestellt. Der Sand muss mehlfein gemahlen sein und kann auch durch Flugasche aus Steinkohlekraftwerken ersetzt werden. Nach Mischung der Rohstoffe wird der Suspension üblicherweise eine geringe Menge Aluminiumpulver oder -paste zugegeben. Die Mörtelmischung wird in Wannen gegossen. Durch die Reaktion des Aluminiumpulvers mit der alkalischen Mörtelsuspension entstehen feinverteilte Wasserstoffbläschen, welche die allmählich ansteifende Mischung aufschäumen. Nach 15 bis 50 Minuten ist das Endvolumen erreicht. Es liegen nun Blöcke von drei bis acht Metern Länge, ein bis eineinhalb Metern Breite und 50 bis 80 cm Höhe vor. Die nur kuchenfesten Blöcke werden mittels Drähten auf die gewünschten Stein- oder Bauteilgrößen zerteilt. Durch Härten in speziellen Dampfdruckkesseln, den Autoklaven, bei Temperaturen von 180 bis 200 °C in Wasserdampf unter Sattdampfdruck von 10 bis 12 bar erhält das Material nach sechs bis zwölf Stunden seine endgültigen Eigenschaften. Chemisch entspricht der Porenbeton am Ende zum großen Teil dem natürlichen Mineral Tobermorit, jedoch in synthetischer Form.
Durch die Härtung im Wasserdampf benötigt Porenbeton bei der Produktion im Vergleich zu Tonziegeln weniger Energie. Der Herstellungsprozess erlaubt auch eine wahlweise Produktion bewehrter und unbewehrter Bauteile. Die Bewehrung, meist in Form von Bewehrungskörben, wird mit Lack überzogen, um sie vor Korrosion zu schützen.

## Unbewehrter Porenbeton
Die gleichmäßige Verteilung der Poren und sein typisch hoher Porenanteil machen diesen Baustoff aufgrund seines geringen Eigengewichtes auch in größeren Formaten universell einsetzbar.
Porenbetonsteine werden auch als Plansteine oder -blöcke bezeichnet.
In der DIN 1053 wird die Berechnung und Ausführung von Mauerwerk aus Porenbeton beschrieben.
Die Druckfestigkeit liegt bei etwa 2–8 N/mm².
Die Steindruckfestigkeitsklasse wird meist durch farbliche Kennzeichnung einiger Steine auf der Palette markiert:
- Festigkeitsklasse 2: grün
- Festigkeitsklasse 4: blau
- Festigkeitsklasse 6: rot
- Festigkeitsklasse 8: schwarz

Die vollständige Bezeichnung setzt sich aus folgenden Angaben zusammen (Beispiel):
| DIN V 4165 – PPW 2 – 0,40 – 624 × 300 × 249 |                                                             |
| DIN V 4165                                  | Die Porenbeton-DIN (ab April 2006: EN 771-4)                |
| PPW 2                                       | Porenbeton – Planstein – Wärmedämmend – Festigkeitsklasse 2 |
| 0,40                                        | Rohdichteklasse                                             |
| 624 × 300 × 249                             | Maße Länge × Breite × Höhe                                  |

Verstärkte Anwendung erfuhr dieser Baustoff mit der Einführung der Wärmeschutzverordnung 1995 (WSV 95) und der seit 2002 gültigen und die Richtlinien verschärfenden Energieeinsparverordnung (EnEV). Ausschlaggebend sind die hier sehr niedrigen Rechenwerte der Wärmeleitfähigkeit λ (in W/(m·K)) von 0,11 beim PPW 2 bis 0,18 beim PPW 6. Die Versuche diese niedrigen Werte noch zu verbessern (z. B. PPW 2 mit 0,09 W/(m·K)) haben inzwischen zu Material mit 0,06 W/(m·K) geführt, wobei jedoch andere Eigenschaften, wie z. B. die Druckfestigkeit, negativ beeinflusst werden.
Ein weiterer Vorteil der Porenbeton-Plansteine liegt in der bereits durch Produktionsverfahren erreichten hohen Maßgenauigkeit, was ein Verarbeiten im Dünnbettverfahren erlaubt, wobei die Fugen eine Stärke von 1 bis 3 mm erreichen, womit eine Wärmebrücke im Fugenbereich minimiert und die Druckfestigkeit des Mauerwerks erhöht wird. Plansteine haben ein Eigengewicht von 7 bis maximal 25 kg.
Gasbeton lässt sich leicht verarbeiten. So ist die Vermauerung bereits durch handwerklich geschickte Laien möglich. Die Steine können mit einfachen Werkzeugen, z. B. einer Handsäge oder einer Bandsäge, zugeschnitten werden.

## Bauteile mit Bewehrung
Bauteile aus Porenbeton enthalten wie Bauteile aus Stahlbeton teils eine Bewehrung, die Zugkräfte aufnehmen kann. Fertigbauteile aus Porenbeton kommen als Wandtafeln, Wand-, Decken- und Dachplatten im Industrie-, Wohnungs- und Kommunalbau zum Einsatz, auch hier als einfachste Lösung für hohe Wärmedämmung. Für tragende Wände werden dabei geschosshohe Wandtafeln und für nichttragende Wände Wandplatten produziert. Porenbeton-Wandplatten sind in Verbindung mit Tragkonstruktionen aus Stahl, Stahlbeton oder Holz variabel einsetzbar. Die unterschiedlichen Bauteilgrößen und die liegende oder stehende Verlegeweise eröffnen viele Wege in der Fassadengestaltung und geben die Möglichkeit, jede Gebäudehülle im Montagebau zu erstellen. Die Montage erfolgt in der Regel durch spezialisierte Montagefirmen. Die Leistungen erstrecken sich vom Erstellen von Verlegeplänen und statischen Berechnungen über die Montage bis hin zur Verfugung und Oberflächenbehandlung (Beschichtung, Bekleidung).
Porenbeton-Wandbauelemente, auch Systemwandelemente genannt, ergeben in ihrer Kombination ein komplettes und daher effizientes Montagesystem.
Dachplatten aus Porenbeton sind für flache und geneigte Dächer einsetzbar und werden auf die Teilkonstruktion gelegt. Bei entsprechender Verbindung bzw. Verankerung können die Elemente auch für die Aussteifung des Gebäudes als eine Dachscheibe angerechnet werden.
Brand- und Komplextrennwände aus Porenbeton finden im Wirtschaftsbau aufgrund ihrer hohen Feuerwiderstandsdauer von bis zu 360 Minuten einen ihrer Hauptanwendungsbereiche. Ein entsprechender Versuch ergab, dass Feuer mit bis zu 1200 °C auf der einen Seite einer 150 mm dicken Wand nach sechs Stunden auf der dem Feuer abgewandten Seite nur zu etwa 70 °C Wandtemperatur führte.
Brandwände F90 aus Porenbeton-Montagebauteilen sind in der Mindestwanddicke von 175 mm sowohl zwischen als auch vor oder hinter den Stützen der Tragkonstruktion des Gebäudes möglich. Die Mindestwanddicke von Komplextrennwänden F180 aus Porenbeton-Montagebauteilen beträgt 250 mm.

## Verwendung

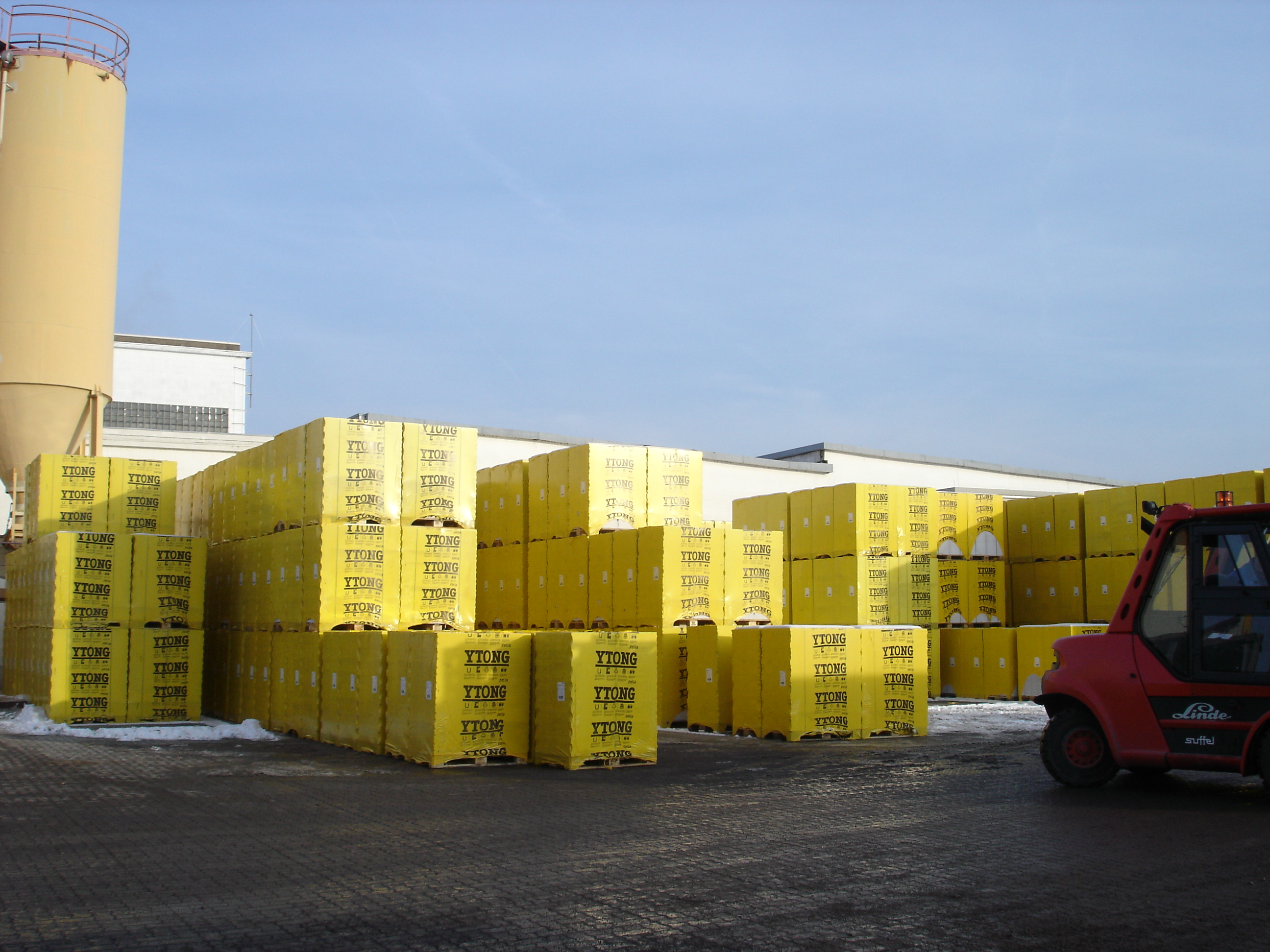
Xella-Werk Messel Lagerplatz

Aus Porenbeton werden Mauersteine (Block-, Plansteine, Planblockelemente) und Fertigbauteile (Wand-, Dach- und Deckenplatten) gefertigt. Die geringe Dichte des Materials bringt zwar eine im Vergleich zu traditionellen Mauerziegeln bessere Wärmedämmung mit sich, aber die Schalldämmung ist geringer. Porenbeton wird im Mauerwerksbau für Außenwände und Innenwände genutzt. Vor allem bei Außenwänden kommen seine Vorteile (Wärmedämmung und homogenes Vollmaterial) zur Geltung. Seine Nachteile sind ungünstiges Verhalten bei Feuchtigkeitsaufnahme und die geringe Schalldämmung. Wegen der leichten und vielseitigen Bearbeitbarkeit des Materials ist auch die Verwendung für den individuellen Innenausbau und für Objekte der plastischen Kunst beliebt.
Manchen Ameisenarten kann Porenbeton als Nest für die Kolonie zur Verfügung gestellt werden, da einfach Kammern und Gänge eingearbeitet werden können, das Material luftdurchlässig ist und Feuchtigkeit aufnimmt.

## Entsorgung und Recycling
Da Porenbeton seinen Sulfatgehalt an das Grundwasser schneller abgibt als normaler Bauschutt, darf dieser ebenso wie z. B. Gipsplatten nicht auf einfachen Bauschuttdeponien abgelagert werden. Dies führt zu erhöhten Kosten bei der Entsorgung, insbesondere wenn es sich um ein Gemisch aus normalem Bauschutt mit Porenbeton handelt.
Porenbeton kann prinzipiell recycelt werden. So können beispielsweise Ytong-Steine bzw. -Abbruch, sofern sortenrein, deutschlandweit kostenlos an den Hersteller zurückgegeben werden und werden dann von diesem recycelt.

## Geschichte
Die historische Entwicklung des Baustoffes Porenbeton, die bereits im 19. Jahrhundert begann, geht auf Laborversuche des schwedischen Architekten Axel Erikson in den Jahren 1918 bis 1923 zurück. Das Verfahren wurde 1924 patentiert. Im Jahr 1929 startete im schwedischen Yxhult die Produktion. Aus „Yxhults Ånghärdade Gasbetong“ wurde später die erste eingetragene Baustoffmarke der Welt: Ytong. Die zweite international bedeutende Porenbetonmarke Hebel geht auf den Firmengründer und Bautechniker Josef Hebel aus Memmingen zurück. 1943 wurde das erste Hebel-Werk in Deutschland eröffnet.
Heute wird Porenbeton von zahlreichen Firmen vor allem in Europa und Asien hergestellt. China ist heute der größte Porenbetonmarkt der Welt mit mehreren hundert Werken. In Nord- und Südamerika produzieren zunehmend mehr Werke, so in den Vereinigten Staaten, Mexiko, Brasilien und Argentinien. In Afrika gibt es Werke u. a. in Libyen und in Südafrika. In Çorlu nahe Istanbul wurde 2011 das zu diesem Zeitpunkt weltgrößte Porenbetonwerk in Betrieb genommen.
Das Produkt Porenbeton wird ähnlich wie andere Mauerwerksbaustoffe unter verschiedenen Markennamen verkauft. Die deutschen Marken Ytong und Hebel gehören zur Xella-Gruppe mit Sitz in Duisburg. Weitere international bedeutende europäische Markennamen sind der dänische Konzern H+H Celcon und Solbet in Polen.
In Großbritannien kam es 2023 zu zwei Sicherheitsvorfällen bei Umbauten von Gebäuden, die in den 1960er bis 1980er Jahren mit dünnen einschaligen Dachkonstruktionen aus bewehrten Porenbetondecken errichtet worden waren. In der Folge ließ die britische Regierung rund 150 Schulgebäude im September 2023 sehr kurzfristig schließen. Als Ursache wurden eine übermäßige Beanspruchung während Wartungsarbeiten, fehlerhafte Dachabdichtung und vor allem unsachgemäßes Kürzen und Auflagern der Platten genannt. Bei korrekter Behandlung gilt Porenbeton dagegen als langlebig und Untersuchungen belegen, dass er seine Eigenschaften über einen Zeitraum von mehr als 80 Jahren nicht verändert.